# Mianos
Mianos (aragónul Mians) település Spanyolországban,  Zaragoza tartományban. Mianos Canal de Berdún, Bagüés, Los Pintanos, Artieda és Sigüés községekkel határos. Lakosainak száma 28 fő (2024).

## Népesség
A település népessége az utóbbi években az alábbiak szerint változott:
| Lakosok száma | 47   | 45   | 53   | 46   | 40   | 30   | 32   | 30   | 28   | 28   |
|               | 2001 | 2004 | 2007 | 2009 | 2012 | 2014 | 2017 | 2019 | 2022 | 2024 |